# 友光恒
友光 恒（ともみつ つね、1911年（明治44年）9月24日 - 1994年（平成6年）11月25日）は、昭和時代の政治家。埼玉県上尾市長。

## 経歴
埼玉県北足立郡上尾町（現上尾市）出身。日本大学専門部法科を卒業後上尾町役場に入職する。上尾市議会議員を経て、1968年（昭和43年）同市助役となり、1972年（昭和47年）2月上尾駅東口の再開発（アリコベール）を公約に掲げて市長に当選し4期務めた。上尾市長選挙で北上尾駅開業の是非をめぐり、駅建設見直し派である荒井松司と争い1988年（昭和63年）2月、落選した。

## 著作
- 『ふるさと上尾とわたしの人生に乾杯』御園書房、1990年。